# نیروهای مسلح سوئیس
نیروهای مسلح سوئیس (انگلیسی: Swiss Armed Forces) مجموعه نیروهای نظامی و امنیتی کشور سوئیس است، که از ۲ سازمان شامل؛ ارتش سوئیس و نیروی هوایی سوئیس تشکیل می‌شود.
تحت سیستم شبه‌نظامی این کشور، سربازان عادی بخش کوچکی از ارتش را تشکیل می‌دهند و بقیه سربازان وظیفه یا داوطلبان ۱۹ تا ۳۴ ساله (در برخی موارد تا ۵۰ سال) هستند. به دلیل سابقه طولانی بی‌طرفی سوئیس، نیروهای مسلح سوئیس از اوایل قرن نوزدهم در جنگ‌های خارجی درگیر نشده‌اند، اما در ماموریت‌های حفظ صلح بین‌المللی شرکت می‌کنند. سوئیس بخشی از برنامه مشارکت برای صلح ناتو است.
مقررات سیستم شبه‌نظامی سوئیس تصریح می‌کند که سربازان تجهیزات شخصی خود، از جمله تمام سلاح‌های شخصی اختصاص داده شده، را در خانه یا در یک زرادخانه نگه دارند. تا سال ۲۰۰۷ این تجهیزات شامل مهمات نیز می‌شد. خدمت اجباری سربازی برای همه شهروندان مرد سوئیسی اعمال می‌شود و زنان داوطلبانه خدمت می‌کنند. مردان اغلب در سن ۱۸ سالگی برای غربالگری واجد شرایط بودن برای خدمت سربازی، دستورات اولیه را دریافت می‌کنند. حدود دو سوم از مردان جوان سوئیسی برای خدمت مناسب تشخیص داده می‌شوند، در حالی که خدمات جایگزین برای کسانی که نامناسب تشخیص داده می‌شوند، وجود دارد. سالانه تقریباً ۲۰٬۰۰۰ نفر به مدت ۱۸ هفته (۲۳ هفته برای نیروهای ویژه) تحت آموزش‌های پایه قرار می‌گیرند.
در سال ۲۰۰۳، اصلاحات «ارتش ۲۱» جایگزین مدل قبلی «ارتش ۹۵» شد و با رأی عمومی تصویب گردید و بر پایه آن، نیروی انسانی را از ۴۰۰٬۰۰۰ نفر به حدود ۲۰۰٬۰۰۰ پرسنل کاهش داد، که بر اساس آن ۱۲۰٬۰۰۰ نفر آموزش نظامی دوره‌ای دریافت می‌کنند و ۸۰٬۰۰۰ نیروی ذخیره نیز کل الزامات آموزش نظامی را تکمیل می‌نمایند. اصلاحات دیگری که در سال ۲۰۱۸ اجرا شد، کاهش نیروها به ۱۰۰٬۰۰۰ عضو را اعلام کرد.